# Hlínová
Hlínová (německy Klingen) je malá vesnice, součást obce Odrava v okrese Cheb v Karlovarském kraji.

## Historie
Nejspíš byla založena někdy po roce 1600, kdy tvořila součást blízkého statku Mostov. Někdy po roce 1800 zde Rummerskirchové založili panské sídlo. Na přelomu 19. a 20. století byl poplužní dvůr od Mostova oddělen.
Zřejmě po roce 1800 založili Rummerskirchenové ve vesnici zámek. Podle katastrální mapy z roku 1841 se jednalo o malou obdélnou stavbu. Budova zámku sloužila majitelům jen k nepravidelnému pobytu, hlavním místem byl zámek Mostov. Roku 1847 došlo k přestavbě. Nový majitel Georg Haas z Hasenfelsu se přestal o zámek starat a roku 1905 byl již zámek beze střechy neobydlený. Po roce 1945 byl využíván státním statkem a v 60. letech 20. století se začala budova rozpadat a byla stržena.
Jihovýchodně od vesnice byla zprovozněna veřejná krytá střelnice JIMI s restaurací.

## Obyvatelstvo
Při sčítání lidu v roce 1921 zde žilo 151 obyvatel německé národnosti, z nichž se 149 obyvatel se hlásilo k římskokatolické církvi, dva k evangelické církvi.
| Rok            | 1869 | 1880 | 1890 | 1900 | 1910 | 1921 | 1930 | 1950 | 1961 | 1970 | 1980 | 1991 | 2001 | 2011 |
| -------------- | ---- | ---- | ---- | ---- | ---- | ---- | ---- | ---- | ---- | ---- | ---- | ---- | ---- | ---- |
| Počet obyvatel | 161  | 118  | 107  | 118  | 108  | 151  | 147  | 32   | 36   | 20   | –    | –    | 3    | 8    |
| Počet domů     | 23   | 22   | 22   | 22   | 22   | 22   | 23   | 13   | –    | 7    | –    | –    | 9    | 9    |

## Obecní správa
Hlínová byla v roce 1869, období 1900–1930, a v roce 1950 osadou obce Mostov v okrese Cheb. V letech 1961–1975 částí obce Odrava, v období od 1.1.1976 do 30.6.1980 částí obce Nebanice. Od 1.7.1980 se jako část obce neuvádí, stala se součástí obce Odrava.